# Tesoro de Egina

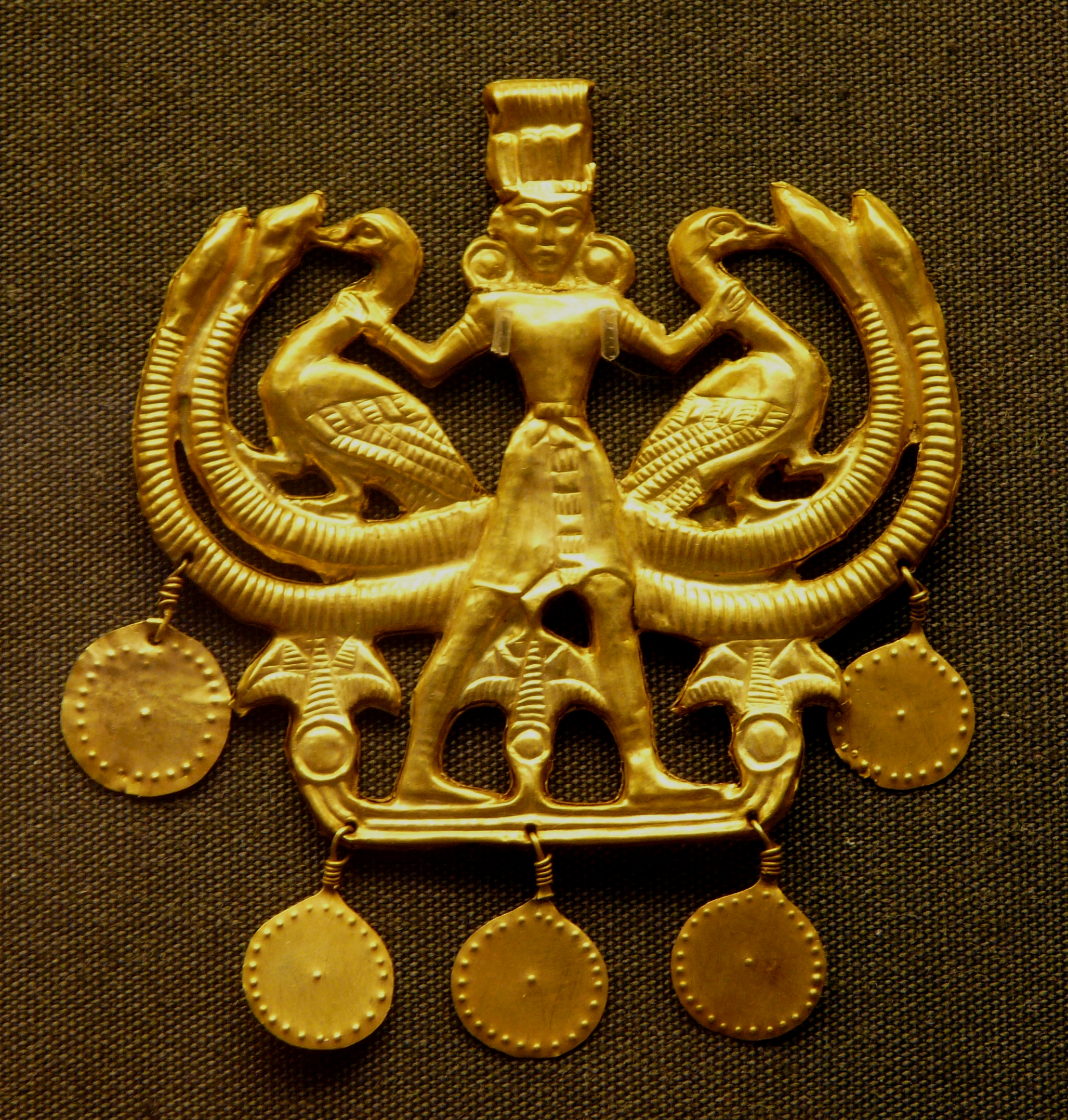
El «Señor de los animales», una de las joyas del tesoro de Egina.

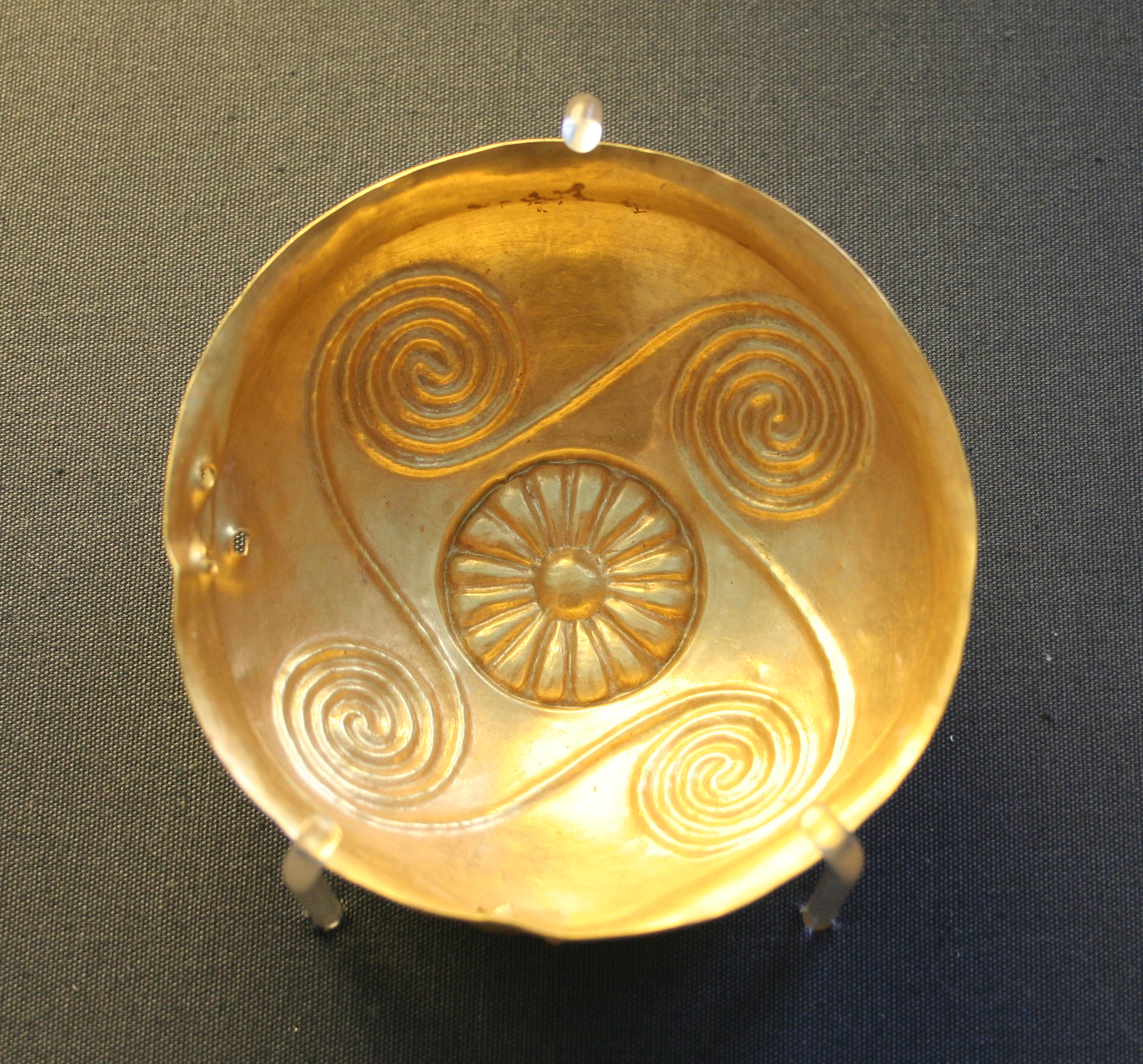
Copa del tesoro de Egina.

El Tesoro de Egina es una colección de setenta joyas de la Antigüedad que supuestamente fue hallada en un yacimiento arqueológico de la isla de Egina, en Grecia y que se encuentran expuestas en el Museo Británico, en Reino Unido.
Se atribuye a las joyas un origen minoico con cierta influencia egipcia. Se estima que el tesoro podría fecharse entre 1700 y 1500 a. C. aunque la tumba en la que supuestamente se halló pertenece a 1350 a. C. aproximadamente.
Se compone de tres diademas, dos pares de pendientes, cinco aros, gran cantidad de collares y cuentas, un colgante, un brazalete, un anillo, 54 placas y una copa con relieves. Todos estos objetos son de oro. Por otra parte, hay otros anillos y colgantes hechos con piedras preciosas como lapislázuli, cuarzo, amatista, cornalina y jaspe verde.
Es destacable un colgante de oro llamado «señor de los animales» donde aparece representado sobre un barco un dios de la naturaleza que sostiene un ave acuática con cada mano. El barco está adornado con flores de loto.
La copa, de oro, tiene un diámetro de 9,6 cm y está adornada con un relieve formado por una roseta central rodeada por cuatro espirales.
Se estima que el hallazgo de las joyas debió producirse entre 1887 y 1890, en una tumba micénica del yacimiento arqueológico de Kolona. En 1891 Fred Creswell ofreció la colección, junto con un disco de oro, al Museo Británico, que adquirió este tesoro en 1892 por 4000 libras.